# Mittenothamnium subpatens
Mittenothamnium subpatens är en bladmossart som beskrevs av Kis 1984. Mittenothamnium subpatens ingår i släktet Mittenothamnium och familjen Hypnaceae. Inga underarter finns listade i Catalogue of Life.